# Затурцівські джерела
Зату́рцівські джере́ла — гідрологічна пам'ятка природи місцевого значення в Україні. Розташована в межах Володимирського району Волинської області, поруч з північно-західною частиною села Затурці. 
Площа 0,2 га. Статус надано в 1976 році за рішенням Волинського облвиконкому від 29.10.1976 № 468-р. Перебуває у віданні Затурцівської сільської територіальної громади. 
Створена з метою збереження двох джерел природного походження. Перше джерело розташоване ближче до центральної частини села, друге джерело — неподалік від садиби Липинських. Джерела розташовані на відстані бл. 300 м одне від одного, а також неподалік від витоку річки Турії.

### Проблеми збереження Затурцівських джерел
До пам'ятки гідрології «Затурцівські джерела» початково віднесено два джерела. Але по факту на сьогодні першого джерела вже не існує. На тому місці внаслідок безконтрольності з боку керівництва сільської ради споруджено будівлі сільського двору. Друге джерело з місцевою історичною назвою «Безодня», розташоване поблизу Затурцівського меморіального музею В'ячеслава Липинського, спотворено внаслідок непродуманого втручання меліораторів (криничку біля 5 м у діаметрі розкопано до розмірів ставка 20х20 м). У середині 2000-років сільська рада передала джерело в оренду приватній особі, Тоді ж вчергове було розширено площу водного дзеркала та додатково розкопано ще один ставок для розведення форелі. Внаслідок цього знову було порушено природоохоронне законодавство. У травні 2021 року сільською радою розірвано попередній договір про оренду. Але тут же розпочато незаконне будівництво в охоронній зоні котеджу, яке подається як «реконструкція рибацького будиночка» (якого насправді там ніколи не було). Внаслідок цього буде остаточно втрачено цей природоохоронний об'єкт.

## Галерея

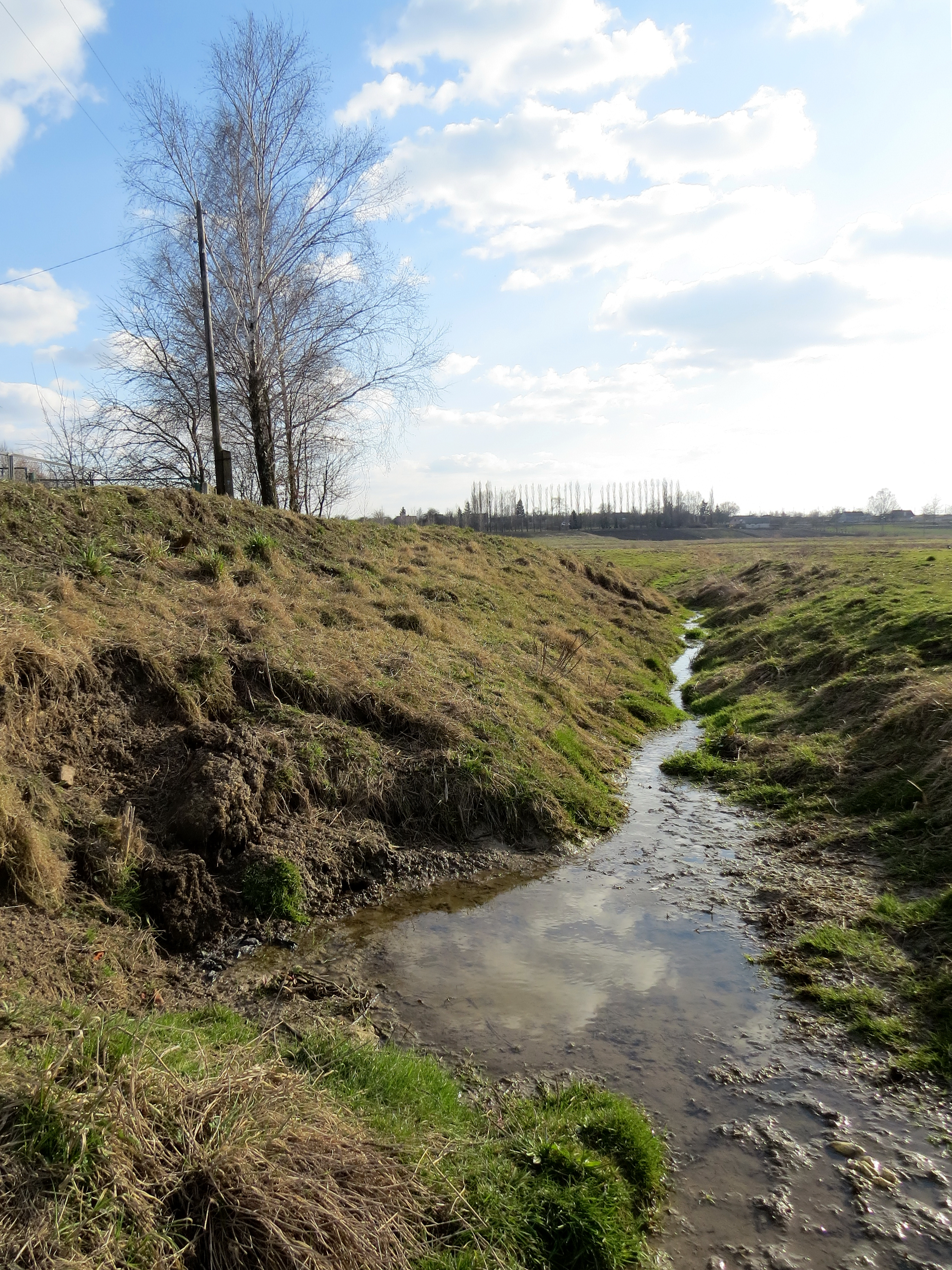
Перше джерело, в кінці вул. Нова
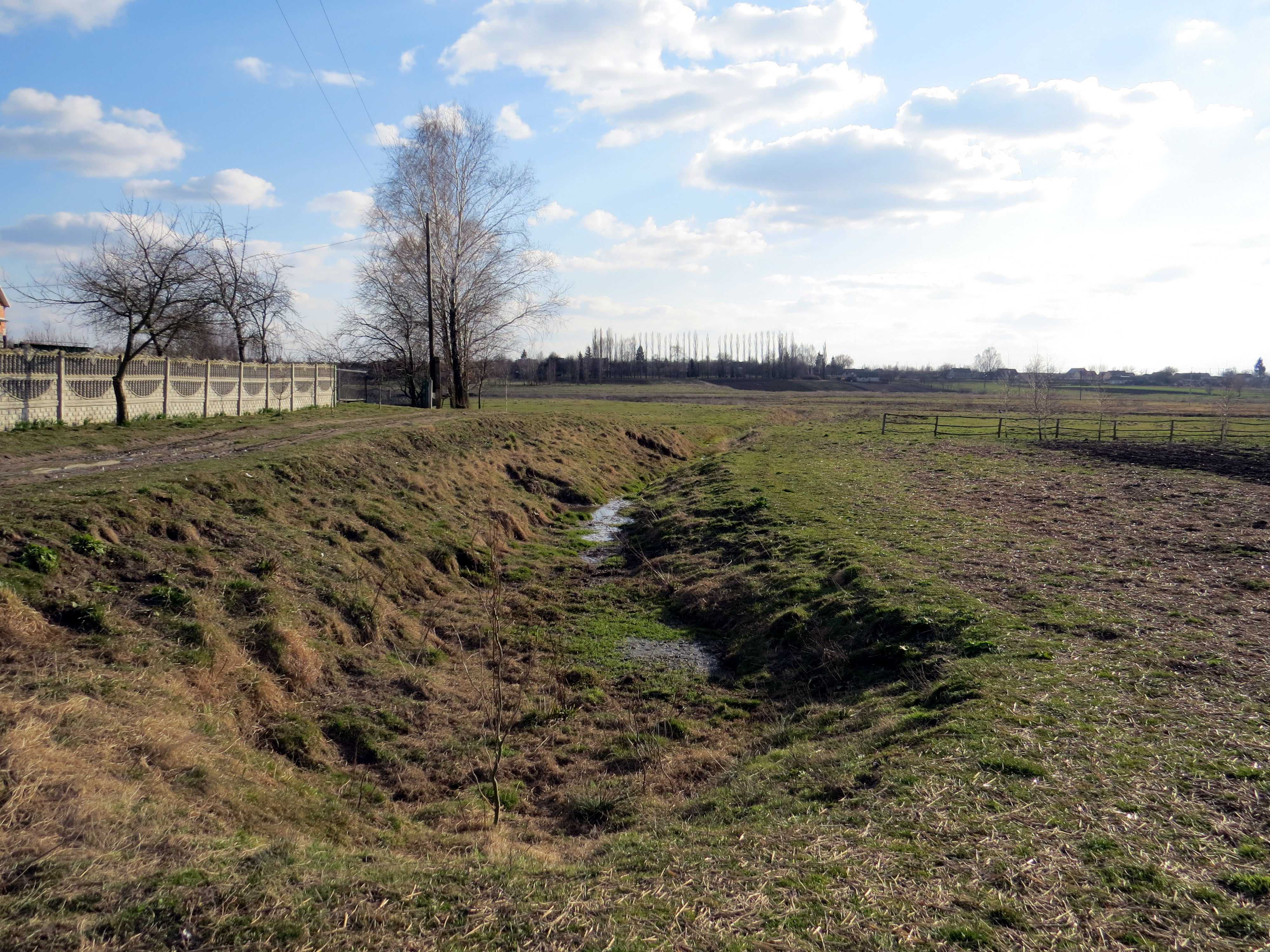
Перше джерело (загальний вигляд)
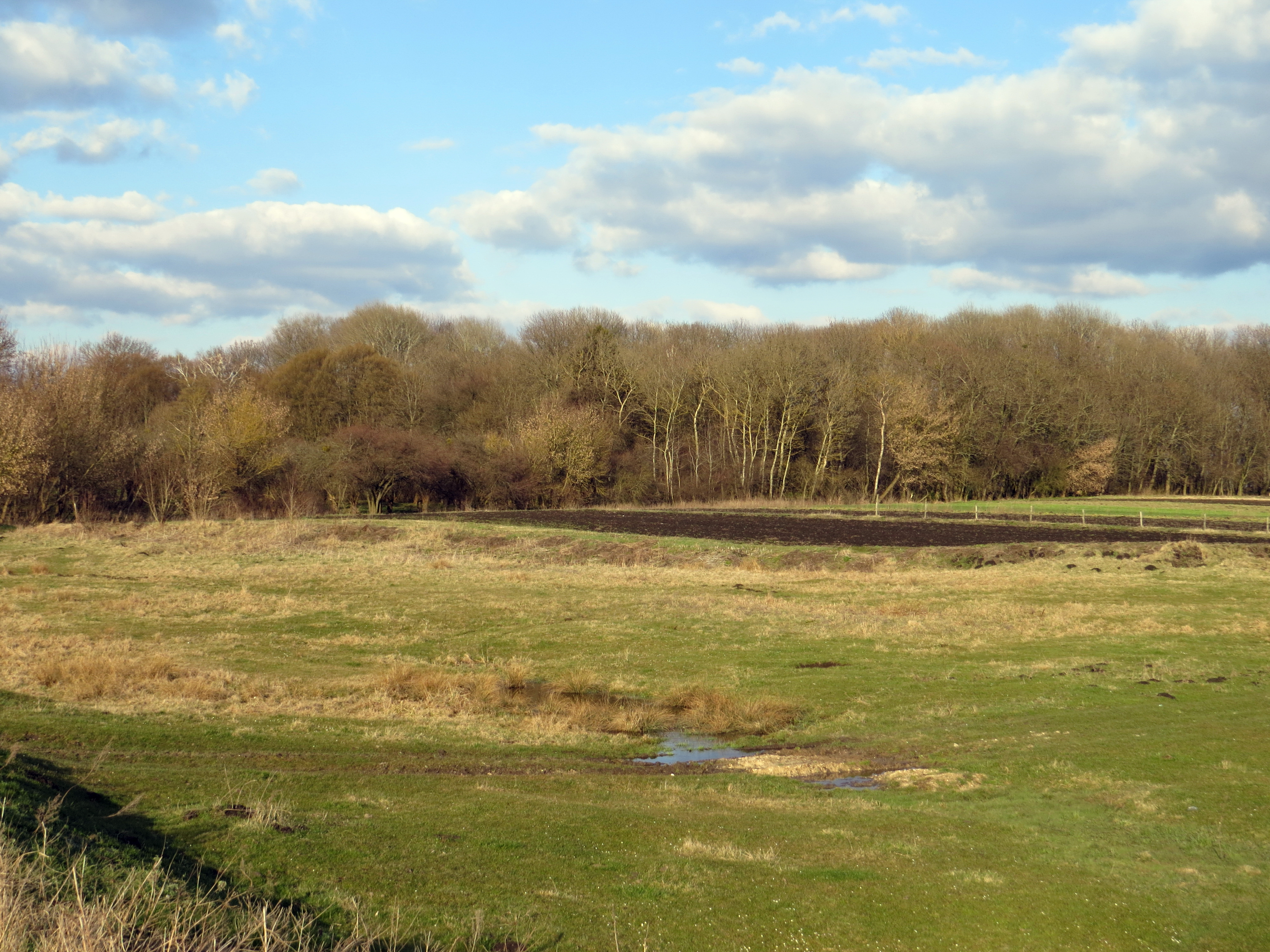
Друге джерело
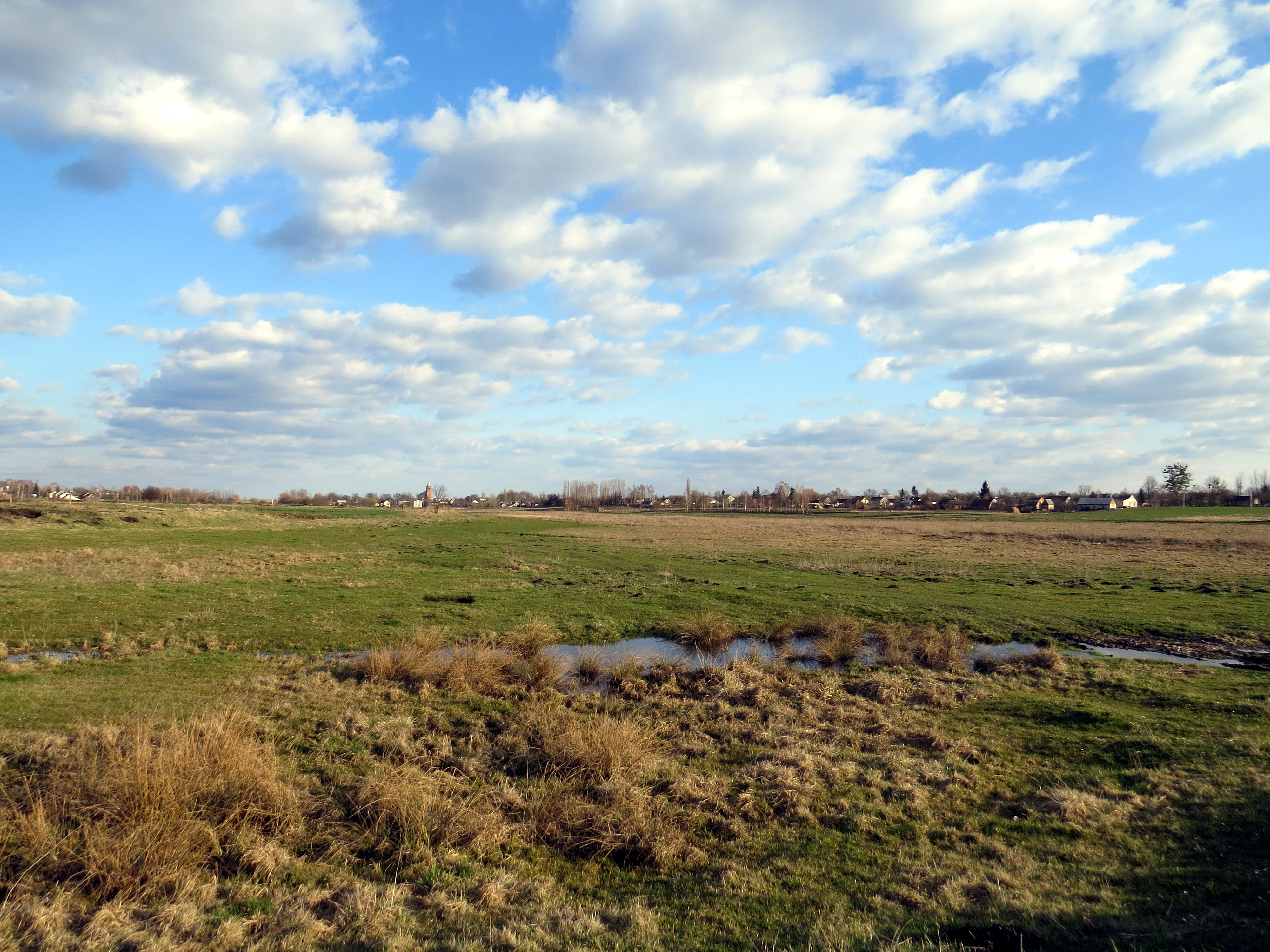
Друге джерело